# Clementine Mellor
Clementine Mellor (* 5. Mai 1987 in Adelaide, South Australia) ist eine australische Schauspielerin.
Sie spielte ihre erste Filmrolle als „Kelly“ in dem australischen Spielfilm 2:37 (2006, in deutschen Kinos Juli 2007 angelaufen). Kleinere Rollen spielte sie ferner in den Filmen Angela’s Decision und Roadman.

## Filmografie
- 2006: 2:37
- 2007: Angela’s Decision
- 2010: Roadman